# Chiara Franceschini
Chiara Franceschini (* 1973) ist eine Kunsthistorikerin mit dem Schwerpunkt auf der Kunstgeschichte der Frühen Neuzeit. Seit 2016 ist sie Universitätsprofessorin an der Ludwig-Maximilians-Universität in München.

## Ausbildung
Franceschini studierte Renaissance- und Frühneuzeitliche Kunstgeschichte sowie Archäologie an der Scuola Normale Superiore und der Università di Pisa. Sie schloss 1997 mit einem „Diploma di Laurea“ und einem „Diploma di Licenza“ in kunsthistorischen Disziplinen ab. Ihre Dissertation, die sie 2008 an der Scuola Normale Superiore abschloss, trug den Titel Il limbo e le sue immagini: tardo medioevo-età moderna.

## Akademische Laufbahn
Vor ihrer Tätigkeit an der LMU München erhielt Franceschini verschiedene internationale Postdoc-Stipendien, darunter von der British Academy und der Columbia University. Sie war wissenschaftliche Mitarbeiterin am Warburg Institute in London und lehrte Renaissance Studies am University College London. Darüber hinaus war sie Gastprofessorin an der École des Hautes Études en Sciences Sociales in Paris und dem IMT in Lucca.
Von 2016 bis 2021 leitete sie das ERC-Starting Grant Projekt „SACRIMA: The Normativity of Sacred Images in Early Modern Europe“, das sich mit der normativen Rolle sakraler Bilder in der Frühen Neuzeit beschäftigte. Sie ist aktuell der Principal Investigator des ERC-AdG Projekts „ARCHIATER: ‚Heritage of Disease‘: The Art and Architectures of Early Modern Hospitals in European Cities“.

## Auszeichnungen
Franceschini erhielt mehrere Auszeichnungen, darunter den „I Tatti Prize“ für den besten Aufsatz eines Junior Scholars und eine „Newton International Postdoctoral Fellowship“ der British Academy.

## Andere Tätigkeiten
Sie ist Mitglied des Editorial Boards des Journal of the Warburg and Courtauld Institutes.

## Publikationen (Auswahl)
- Chiara Franceschini: Storia del limbo (= Campi del sapere. Culture). Prima edizione in "Campi del sapere/Culture." Auflage. Feltrinelli, Milano 2017, ISBN 978-88-07-10515-9.
- Sacred Images and Normativity: Contested Forms in Early Modern Art. Brepols Publishers, Turnhout, Belgium 2021, ISBN 978-2-503-58466-9, doi:10.1484/m.sacrima-eb.5.122577 (brepolsonline.net [abgerufen am 6. August 2024]).